# Morals for Women
 (août 2025).
Pour plus de détails, voir Fiche technique et Distribution.
Morals for Women est un film américain réalisé par Mort Blumenstock, sorti en 1931.

## Synopsis
Helen Hutson, la secrétaire, et aussi la maîtresse, de l'homme d'affaires new-yorkais Van Dyne, est d'abord bouleversée lorsque son amour d'enfance, Paul Cooper, lui rend visite à son bureau. Elle accepte cependant de dîner avec lui après qu'il lui a dit qu'il quittait la ville ce soir-là et, feignant un mal de tête, rompt un rendez-vous avec Van. Ils vont danser, et Paul, à qui Helen a dit un jour de ne pas revenir dans sa vie tant qu'il ne sera pas guéri, lui fait sa demande en fin de soirée. Helen évite de donner une réponse et, à la gare avant qu'il ne parte, elle essaie mais ne parvient pas à avouer son implication avec Van. Malgré les conseils de son amie Katherine, Helen, désormais amoureuse de Paul, prévoit de retourner dans sa ville natale de Greenfield (État de New York), et de tout lui raconter avant leur mariage. 
À Greenfield, Helen découvre que sa jeune sœur Lorraine s'est entichée d'un garçon riche de l'école qu'elle fréquente. Son père, qui a perdu son emploi de journaliste, arrive ivre avec des amis, dont l'un demande à Helen de rembourser les 200 dollars que son père lui a empruntés. Lorsqu'un garçon de la ville fait des insinuations insultantes sur Helen, son frère Bud défend sa réputation, en cassant une bouteille sur la tête du garçon. Après que le shérif a dit à Helen que le père du garçon blessé ne portera pas plainte s'il est payé pour les frais d'hôpital, Helen révèle à Bud que les rumeurs sont vraies. Il l'embrasse néanmoins, et Helen retourne à New York où elle apaise Van en lui disant que Paul ne signifie rien pour elle. Elle obtient l'argent nécessaire pour faire sortir Bud de prison. 
Quelque temps plus tard, le soir d'une fête que Van lui demande de tenir pour des associés ivres, la mère et le père d'Helen se rendent à son appartement. Le même jour, Paul, qui est revenu de son voyage, la cherche au bureau et rencontre Van à la place. Lorsque Paul annonce leur mariage imminent, Van amène malicieusement Paul à la fête. Entre-temps, la mère d'Helen a préparé de la limonade pour les invités surprise, tandis que son père s'enivre avec deux des associés de Van. Lorsque Van, devant Paul, ordonne à Helen de lui prendre des mouchoirs dans son tiroir, Paul s'en va dégoûté. Helen quitte la ville le lendemain avec ses parents. Ils reçoivent un télégramme de Lorraine annonçant son mariage, et Helen est heureuse que sa sœur soit "en sécurité". 
Paul arrive à la maison, et tandis que Bud et sa mère regardent par la fenêtre, Helen et Paul s'embrassent et se réconcilient.

## Fiche technique
- Titre original : Morals for Women
- Réalisation : Mort Blumenstock
- Scénario : Frances Hyland
- Décors : Ralph M. DeLacy
- Photographie : Max Dupont
- Montage : Martin G. Cohn
- Production : Phil Goldstone
- Société de production : Tiffany Productions
- Société de distribution : Tiffany Productions
- Pays d'origine :  États-Unis
- Langue originale : anglais
- Format : Noir et blanc  — 35 mm — 1,37:1 — son mono
- Genre : drame
- Durée : 65 minutes
- Dates de sortie : États-Unis : 25 octobre 1931
- Licence : Domaine public

## Distribution

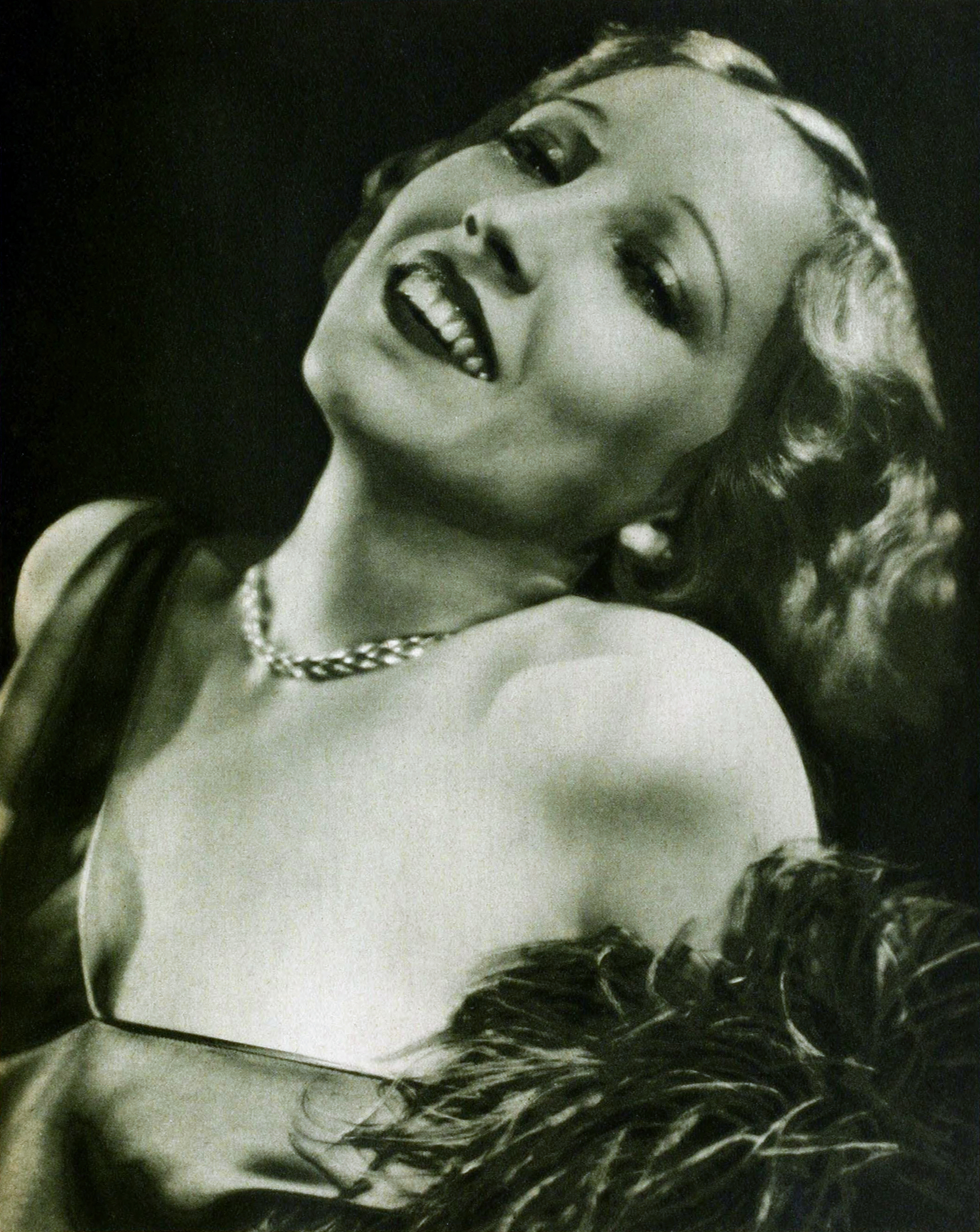
Bessie Love à l'époque du film.

- Bessie Love : Helen Hutson
- Emma Dunn : Mme Hutson
- Natalie Moorhead : Flora Simpson
- Lina Basquette : Claudia
- Virginia Lee Corbin Maybelle
- June Clyde : Lorraine Hutson
- Conway Tearle : Van Dyne
- David Rollins : Bill Hutson
- John Holland : Paul Cooper
- Edmund Breese : J. G. Hutson